# The Electric Flag
Gli Electric Flag sono stati un gruppo musicale statunitense fondato da Mike Bloomfield nell'aprile del 1967.

## Formazione
- Mike Bloomfield - chitarra solista, voce (1967-1968, 1974)
- Barry Goldberg - tastiere (1967, 1974, 2007)
- Harvey Brooks - basso (1967-1969)
- Buddy Miles - batteria, voce (1967-1969, 1974)
- Nick Gravenites - chitarra ritmica, voce (1967-1969, 1974, 2007)
- Peter Strazza - sassofono (1967-1969)
- Marcus Doubleday - tromba (1967-1969)
- Michael Fonfara - tastiere (1967)
- Herb Rich - tastiere, sassofono (1967-1969)
- Stemzie Hunter - sassofono (1967-1969, 2007)
- Roger Troy - basso, voce (1974)

## Discografia

### Colonne sonore
- 1967 - The Trip: Original Motion Picture Soundtrack (Sidewalk, Curb Records)

### Album in studio
- 1968 - A Long Time Comin'
- 1968 - An American Music Band
- 1974 - The Band Kept Playing
- 1983 - Groovin' Is Easy

### Raccolte
- 1971 - The Best of the Electric Flag (Columbia)
- 1973 - The Golden Era of Pop Music (CBS, doppio CD)
- 1984 - The Best of the Electric Flag (Back-Trac, CBS)
- 1995 - Old Glory: Best of the Electric Flag (Sony)
- 2007 - An American Band/A Long Time Comin'